# Anthopleura nigrescens
Anthopleura nigrescens is een zeeanemonensoort uit de familie Actiniidae. De anemoon komt uit het geslacht Anthopleura. Anthopleura nigrescens werd in 1928 voor het eerst wetenschappelijk beschreven door Verrill. 